# ササダンゴン
ササダンゴンは、新潟県のゆるキャラ。

## 概要
モチーフは笹団子だが、怪獣という設定のため、少し牙が出ている。ブログは新潟県のゆるキャラの中でもトップの人気を誇る。中島ももによるイメージソング『今日もお出かけササダンゴン』も制作されている。他にも、ぬいぐるみが製作されている。

## 影響
2016年6月26日に自身のブログでゆるキャラに対する迷惑行為に対して苦言を呈し、ツイッター上で多数リツイートされることで話題となった。

## メディア

### 書籍
- 『ゆるキャラグランプリ公式ランキングブック 2012-2013』みうらじゅん (監修)、扶桑社〈扶桑社ムック〉、2012年12月18日。ISBN 978-4594608286。
- 『不思議! カワイイ! 深谷のふっかちゃん』深谷市役所（監修）、長崎出版〈ゆるBOOKS〉、2013年4月5日。ISBN 978-4860955632。
- 「全国ご当地キャラ大図鑑」制作委員会『全国ご当地キャラ大図鑑』宝島社、2013年1月24日。ISBN 978-4800206657。
- 日本ご当地キャラクター協会『全国ご当地キャラクター名鑑&パーフェクトDATE BOOK 2014』ベースボール・マガジン社〈B・B MOOK 1105〉、2014年9月19日。ISBN 978-4583621821。
- 新潟県地位向上委員会 編『新潟のおきて ニイガタを楽しむための50のおきて』唐澤頼充（監修）、泰文堂、2014年11月25日。ISBN 978-4803006247。
- アルファ企画 編『全国キャラクターデザイン集 Promotional Character Design in Japan』美術出版社〈alpha books〉、2015年2月12日。ISBN 978-4568506143。

### 出演
- MORNING GATE（FM PORT）2012年5月9日放送回
- さたばな（BSNラジオ）2012年6月2日放送回[3]
- 超耕21ガッター〜ショッタリアン帝国の逆襲〜（NST）2012年12月27日放送回
- お願い！ランキングGOLD 第1回　全国お土産総選挙（テレビ朝日）2013年5月4日
- キリンビバレッジ新潟元気宣言（BSNラジオ）2013年9月20日
- ボンボンTV（UUUM／講談社）「ゆっふぃーのキャラさんぽ」[8]
- 寺嶋由芙 with ゆるっふぃ〜ず『いやはや ふぃ〜りんぐ』MV（ユニバーサルミュージック）[9]
- スーパーJにいがた第３部〈超耕21ガッター〉（新潟テレビ21）2016年1月25日、4月4日
- 『剣と魔法のログレス』新潟版テレビCM（マーベラス、TeNY）2016年3月 大谷哲也と共演
- ぐるぐるナインティナイン（日本テレビ系列）2022年10月13日放送回[10]

### その他
- 新潟市保健所ポスター[11] - 伊勢みずほと共演
- 「早ミミキーワード調査隊」『月刊 新潟こまち』2011年9月号、ニューズ・ライン、2011年9月。
- 「新潟ゆるカワキャラ大集合!!」『月刊 新潟こまち』2012年7月号、ニューズ・ライン、2012年7月。
- 「編集部クチコミ・フリートーク」『プースカフェ』2012年12月号、リアルネットワークス、長野県長野市、2012年12月。
- 「ぐるめれぽーとできるもん！！ in 新潟編」『ホットペッパー 新潟版』2013年3月号、リクルートコミュニケーションズ、2013年3月。